# Polyrhachis sericeopubescens
Polyrhachis sericeopubescens é uma espécie de formiga do gênero Polyrhachis, pertencente à subfamília Formicinae.